# CD Guadalajara (Mexikó)
A Club Deportivo Guadalajara (legismertebb becenevén Chivas, vagyis Kecskék) Mexikó egyik legjelentősebb labdarúgóklubja. Az ország együttesei közül a legtöbb bajnoki címmel rendelkezik (12), 4 alkalommal megnyerte a kupát is, és egy 2013-as felmérés szerint a legnépszerűbb csapat egész Mexikóban. Az egész ország legnagyobb rangadója a Chivas és a mexikóvárosi América küzdelme.
A Guadalajara legfontosabb elve, hogy kizárólag mexikói származású játékosokat szerződtet, idegeneket soha, még olyan kettős állampolgárokat sem, akik más ország válogatottjában pályára léphetnek. Csak az edzők jelentenek kivételt: ők lehetnek külföldiek is.
A Chivasnak igen lelkes szurkolótábora van. Jellemző, hogy a csapat nagy győzelmei után tartott népünnepélyeket a Minerva-szobornál tartják.

## Története
A klubot 1906-ban alapította egy helyi baráti társaság, Rafael és Gregorio Orozco valamint a belga Edgar Everaert vezetésével. Eredeti nevük még Unión Football Club volt, melyet két év múlva változtattak Guadalajarára. A mez piros–fehér–kék színei is Everaerttől erednek, aki eredeti lakóhelye csapatának, a belga Brugge-nek az akkori színeit „másolta le”. A Chivas becenév jóval későbbről származik: először az 1948. szeptember 30-án megrendezett Tampico elleni mérkőzésről beszámoló újságcikk címében jelent meg.
1908-ban a Guadalajara klub részvételével alakult meg a városban az első amatőr labdarúgóliga, a Liga Tapatía de Fútbol. Az első két idényt meg is nyerték, majd a forradalom által okozott nehézségek ellenére is folytatódó küzdelmekben is szépen helytálltak. 1943-ig, amíg meg nem alakult az országos professzionális bajnokság, összesen 12 címet szereztek, messze a legtöbbet a helyi csapatok közül.
Innentől kezdve pedig a professzionális bajnokságban aratták sorra sikereiket. Az 1956–1957-es szezontól kezdve az 1964–1965-ösig lejátszott 9 bajnokságból 7-et megnyertek (ebből kettőt a magyar Fekete Árpád vezetésével). Újabb bajnoki címeket szereztek még 1970-ben, 1987-ben, az 1997-es nyári bajnokságban, a 2006-os Apertura és a 2017-es Clausura bajnokságban is.

## Bajnoki eredményei
A csapat első osztályú szereplése során az alábbi eredményeket érte el:

### A régi rendszerben
| Év        | Helyezés |
| --------- | -------- |
| 1943–1944 | 6. hely  |
| 1944–1945 | 10. hely |
| 1945–1946 | 11. hely |
| 1946–1947 | 11. hely |
| 1947–1948 | 11. hely |
| 1948–1949 | 3. hely  |
| 1949–1950 | 12. hely |
| 1950–1951 | 5. hely  |
| 1951–1952 | 2. hely  |
| 1952–1953 | 5. hely  |
| 1953–1954 | 6. hely  |
| 1954–1955 | 2. hely  |
| 1955–1956 | 10. hely |
| 1956–1957 | Bajnok   |
| 1957–1958 | 3. hely  |
| 1958–1959 | Bajnok   |
| 1959–1960 | Bajnok   |
| 1960–1961 | Bajnok   |
| 1961–1962 | Bajnok   |
| 1962–1963 | 2. hely  |
| 1963–1964 | Bajnok   |
| 1964–1965 | Bajnok   |
| 1965–1966 | 3. hely  |
| 1966–1967 | 3. hely  |
| 1967–1968 | 6. hely  |
| 1968–1969 | 2. hely  |
| 1969–1970 | Bajnok   |

### A rájátszásos rendszerben
| Év                | Alapszakasz-helyezés                                                          | Eredmény a rájátszásban |
| ----------------- | ----------------------------------------------------------------------------- | ----------------------- |
| México 1970       | 7. hely                                                                       | 2. hely                 |
| 1970–1971         | 14. hely                                                                      |                         |
| 1971–1972         | 5. hely                                                                       | Elődöntős               |
| 1972–1973         | 9. hely                                                                       |                         |
| 1973–1974         | 11. hely                                                                      |                         |
| 1974–1975         | 11. hely                                                                      |                         |
| 1975–1976         | 14. hely                                                                      |                         |
| 1976–1977         | 7. hely                                                                       | Negyeddöntős            |
| 1977–1978         | 14. hely                                                                      |                         |
| 1978–1979         | 15. hely                                                                      |                         |
| 1979–1980         | 10. hely                                                                      |                         |
| 1980–1981         | 3. hely                                                                       | Negyeddöntős            |
| 1981–1982         | 17. hely                                                                      |                         |
| 1982–1983         | 7. hely                                                                       | 2. hely                 |
| 1983–1984         | 4. hely                                                                       | 2. hely                 |
| 1984–1985         | 5. hely                                                                       | Negyeddöntős            |
| Prode 1985        | 7. hely                                                                       | Negyeddöntős            |
| México 1986       | 7. hely                                                                       | Elődöntős               |
| 1986–1987         | 1. hely                                                                       | Bajnok                  |
| 1987–1988         | 3. hely                                                                       | Negyeddöntős            |
| 1988–1989         | 4. hely                                                                       | Negyeddöntős            |
| 1989–1990         | 11. hely                                                                      |                         |
| 1990–1991         | 7. hely                                                                       | Elődöntős               |
| 1991–1992         | 3. hely                                                                       | Negyeddöntős            |
| 1992–1993         | 13. hely                                                                      |                         |
| 1993–1994         | 6. hely                                                                       |                         |
| 1994–1995         | 1. hely                                                                       | Elődöntős               |
| 1995–1996         | 12. hely                                                                      |                         |
| 1996 tél          | 3. hely                                                                       | Negyeddöntős            |
| 1997 nyár         | 2. hely                                                                       | Bajnok                  |
| 1997 tél          | 5. hely                                                                       | Negyeddöntős            |
| 1998 nyár         | 13. hely                                                                      |                         |
| 1998 tél          | 3. hely                                                                       | 2. hely                 |
| 1999 nyár         | 6. hely                                                                       | Negyeddöntős            |
| 1999 tél          | 5. hely                                                                       | Negyeddöntős            |
| 2000 nyár         | 4. hely                                                                       | Elődöntős               |
| 2000 tél          | 17. hely                                                                      |                         |
| 2001 nyár         | 11. hely                                                                      |                         |
| 2001 tél          | 7. hely                                                                       |                         |
| 2002 nyár         | 11. hely                                                                      |                         |
| 2002 Apertura     | 7. hely                                                                       | Negyeddöntős            |
| 2003 Clausura     | 8. hely                                                                       | Negyeddöntős            |
| 2003 Apertura     | 8. hely                                                                       |                         |
| 2004 Clausura     | 3. hely                                                                       | 2. hely                 |
| 2004 Apertura     | 5. hely                                                                       | Negyeddöntős            |
| 2005 Clausura     | 10. hely                                                                      |                         |
| 2005 Apertura     | 13. hely                                                                      |                         |
| 2006 Clausura     | 7. hely                                                                       | Elődöntős               |
| 2006 Apertura     | 8. hely                                                                       | Bajnok                  |
| 2007 Clausura     | 2. hely                                                                       | Elődöntős               |
| 2007 Apertura     | 4. hely                                                                       | Elődöntős               |
| 2008 Clausura     | 1. hely                                                                       | Negyeddöntős            |
| 2008 Apertura     | 8. hely                                                                       |                         |
| 2009 Clausura     | 11. hely                                                                      |                         |
| 2009 Apertura     | 14. hely                                                                      |                         |
| 2010 Bicentenario | 2. hely                                                                       | Negyeddöntős            |
| 2010 Apertura     | 10. hely                                                                      |                         |
| 2011 Clausura     | 8. hely                                                                       | Elődöntős               |
| 2011 Apertura     | 1. hely                                                                       | Negyeddöntős            |
| 2012 Clausura     | 15. hely                                                                      |                         |
| 2012 Apertura     | 8. hely                                                                       | Negyeddöntős            |
| 2013 Clausura     | 17. hely                                                                      |                         |
| 2013 Apertura     | 16. hely                                                                      |                         |
| 2014 Clausura     | 15. hely                                                                      |                         |
| 2014 Apertura     | 16. hely                                                                      |                         |
| 2015 Clausura     | 5. hely                                                                       | Elődöntős               |
| 2015 Apertura     | 13. hely                                                                      |                         |
| 2016 Clausura     | 5. hely                                                                       | Negyeddöntős            |
| 2016 Apertura     | 4. hely                                                                       | Negyeddöntős            |
| 2017 Clausura     | 3. hely                                                                       | Bajnok                  |
| 2017 Apertura     | 13. hely                                                                      |                         |
| 2018 Clausura     | 17. hely                                                                      |                         |
| 2018 Apertura     | 11. hely                                                                      |                         |
| 2019 Clausura     | 14. hely                                                                      |                         |
| 2019 Apertura     | 10. hely                                                                      |                         |
| 2020 Clausura     | 5. hely Nem hivatalos eredmény, mivel a bajnokságot 10 forduló után törölték. |                         |
| 2020 Apertura     | 7. hely                                                                       | Elődöntős               |
| 2021 Clausura     | 9. hely                                                                       |                         |
| 2021 Apertura     | 10. hely                                                                      |                         |
| 2022 Clausura     | 6. hely                                                                       | Negyeddöntős            |
| 2022 Apertura     | 9. hely                                                                       |                         |
| 2023 Clausura     | 3. hely                                                                       | 2. hely                 |
| 2023 Apertura     | 5. hely                                                                       | Negyeddöntős            |
| 2024 Clausura     | 6. hely                                                                       | Elődöntős               |

## Stadion
2010 előtt a Guadalajara az Estadio Jaliscóban játszotta hazai mérkőzéseit, de 2010-re felépült új, modern stadionjuk, amelynek mai neve Estadio Akron. Ez az épület a guadalajarai agglomeráció nyugati szélén, Zapopan község területén található. A több mint 132 000 m²-es területen fekvő létesítmény csaknem 7000 jármű számára elegendő parkolóhellyel is rendelkezik, a lelátó befogadóképessége pedig közel 50 000 fő. A pálya talaja hetedik generációs műfű.

## Utánpótlás
A Chivas országszerte rengeteg utánpótlásképző iskolát működtet. Mexikóvárosban 5-öt, ezeken kívül a 31 tagállam közül 25-ben jelen vannak: az iskolák száma Aguascalientesben 2, Alsó-Kaliforniában 6, Campechében 2, Chihuahuában 2, Colimában 2, Déli-Alsó-Kaliforniában 1, Durangóban 1, Guanajuatóban 5, Guerreróban 2, Jaliscóban 13, Méxicóban 6, Michoacánban 2, Morelosban 1, Nayaritban 1, Oaxacában 3, Pueblában 5, Querétaróban 1, Quintana Roóban 1, San Luis Potosíban 1, Sinaloában 2, Sonorában 3, Tabascóban 1, Tamaulipasban 1, Új-Leónban 1 és Veracruzban szintén 1.